# Феникс (масонская ложа)
Феникс — масонские ложи, которые существовали в разные исторические периоды в разных странах.

## История

### Первая ложа Феникс

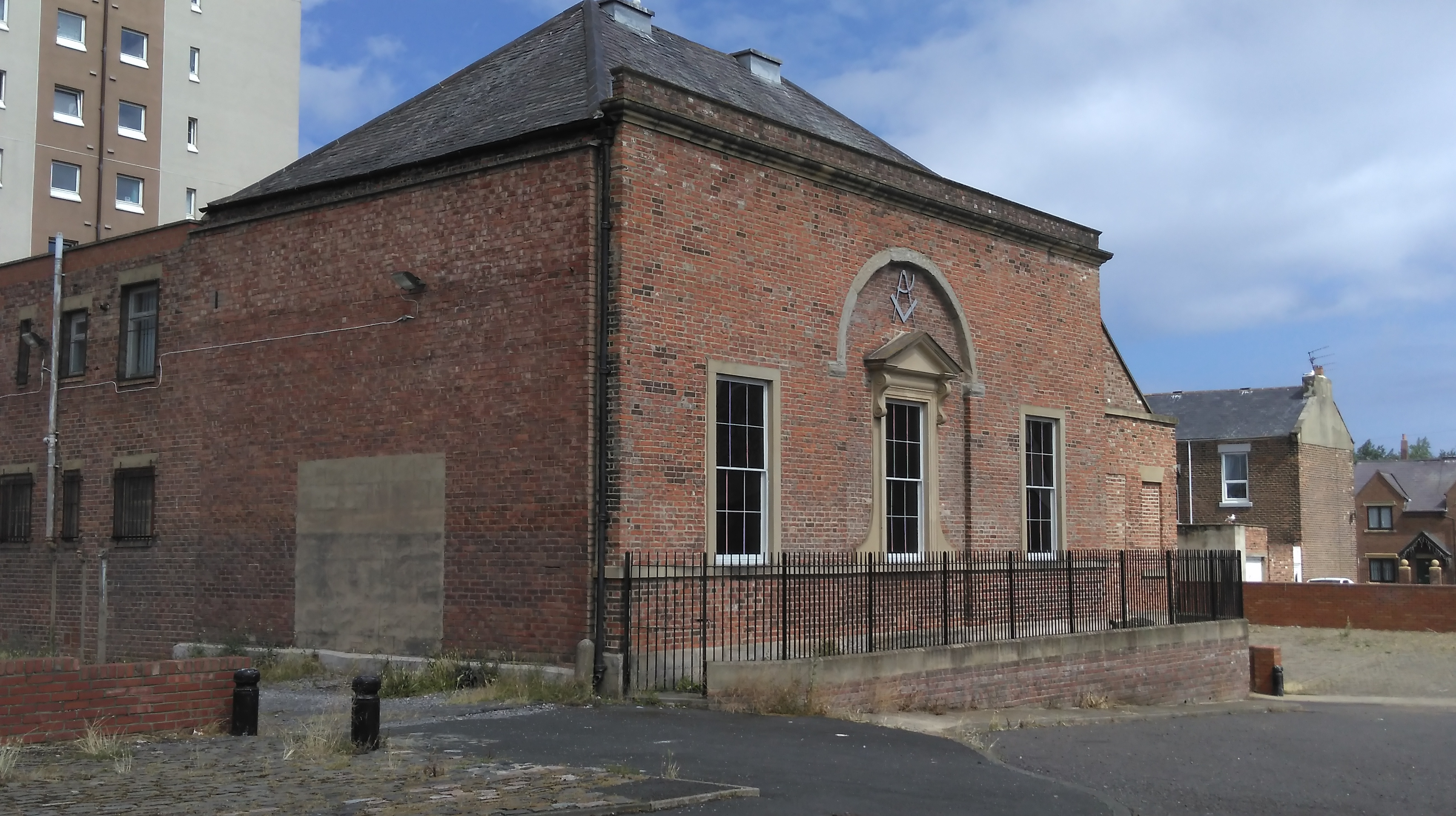
Здание ложи «Феникс» № 94

Первая масонская ложа с названием «Феникс» была учреждена 7 октября 1755 года и является на данный момент одной из 50 самых старых лож Великобритании. Первые собрания ложи проходили в местных гостиницах и тавернах, до переезда в масонский храм на Вайн-стрит, который был освящён 16 июля 1778 года, и который был уничтожен пожаром 20 ноября 1783 года. Последующие собрания, начиная с 1785 года, стали проходить в её нынешнем масонском храме на Востоке Куин-стрит.
Хартия на учреждение ложи была потеряна, или, как полагают, уничтожена пожаром, который уничтожил масонский храм на Вайн-стрит. У ложи «Феникс» № 94 есть подтверждённая хартия об учреждении от 29 сентября 1821 года. Ложа получила 200-летний ордер 5 октября 1955 года и отметила своё 250-летие 7 октября 2005 года.
Ложа «Феникс» № 94 находится под юрисдикцией Объединённой великой ложи Англии.

### Феникс (Москва, ВЛФ)
Ложа была основана в 1906 году в Москве и работала под эгидой Великой ложи Франции. Эта ложа также являлась союзной петербургской ложе, находившейся также под эгидой ВЛФ. Из архивных данных историка масонства А. И. Серкова известно, что в этой ложе занимал должность досточтимого мастера — Де Роберти, Евгений Валентинович.

### Феникс (Петербург, ВЛФ)
Основана ложа в 1906 году в Петербурге, так же как и московская ложа, под эгидой Великой ложи Франции.
Членами ложи были:
1. Ковалевский, Максим Максимович — досточтимый мастер ложи
2. Де Роберти, Евгений Валентинович
3. Аничков, Евгений Васильевич
4. Иванюков, Иван Иванович
5. Гамбаров, Юрий Степанович[5]

### Феникс Украины (Харьков)
14 ноября 1998 года на Востоке Харькова под № 1016, и под юрисдикцией Великой национальной ложи Франции, была инсталлирована ложа «Феникс Украины».
В начале 2009 года ложа «Феникс Украины» перешла под юрисдикцию Объединённой великой ложи России.
К 2012 году ложа «Феникс Украины» прервала связи с ОВЛР, перестала представлять отчётность, уплачивать членские взносы и присутствовать на ассамблеях ОВЛР. С 2015 года эта ложа считается распавшейся.

## Феникс № 16 ВЛР
1 марта 2001 года, в Москве, под юрисдикцией Великой ложи России, была учреждена ложа «Феникс», которой в реестре лож ВЛР был присвоен № 16.

## Феникс ОВЛР
В 2007 году, после летней ассамблеи ВЛР, большая часть ложи приняла решение о выходе из ВЛР и объединении их с членами Русской великой регулярной ложи.
11 октября 2008 года, ложа «Феникс» № 16 выступила в качестве основательницы нового российского послушания — Объединённой великой ложи России, в которую и вошла после учреждения.

## Другие ложи Феникс
Название Феникс, в названиях масонских лож, часто встречается в США. Можно сказать, что это одно из популярных названий лож в Северной Америке. Некоторые ложи насчитывают длительную историю, такие как ложа «Феникс» № 144, история которой началась 150 лет тому назад. Другие ложи были учреждены в разное время и в разных странах, но также представлены и имеют свою оригинальную историю.
Под юрисдикцией Великой национальной ложи Франции находится исследовательская ложа «Феникс» № 30.